# Ipomoea grandifolia
Ipomoea grandifolia är en vindeväxtart som först beskrevs av Carl Lebrecht Udo Dammer, och fick sitt nu gällande namn av O'donell. Ipomoea grandifolia ingår i släktet praktvindor, och familjen vindeväxter. Inga underarter finns listade i Catalogue of Life.